# 62 Erato
A 62 Erato a Naprendszer kisbolygóövében található aszteroida. Oskar Lesser és Wilhelm Julius Foerster fedezte fel 1860. szeptember 14-én.